# Verticordia grandiflora
Verticordia grandiflora är en myrtenväxtart som beskrevs av Stephan Ladislaus Endlicher. Verticordia grandiflora ingår i släktet Verticordia och familjen myrtenväxter. Inga underarter finns listade i Catalogue of Life.